# Lipovník (powiat Rożniawa)
Lipovník (węg. Hárskút; w XVIII w. również Harskút, Harskuth, Harschkút) – wieś (obec) w powiecie Rożniawa, w kraju koszyckim, na Słowacji. 509 mieszkańców (2016), w większości Węgrów. Starosta: Robert Anna.

## Położenie
Wieś położona jest we wschodniej części Kotliny Rożniawskiej, u północnych podnóży Przełęczy Jabłonowskiej (słow. Jablonovské sedlo), wyznaczającej granicę pomiędzy Płaskowyżem Silickim (słow. Silická planina) a Górnym Wierchem (słow. Horný vrch) w Krasie Słowacko-Węgierskim. Leży nad potokiem Čremošná. Centrum wsi położone jest na wysokości ok. 365 m n.p.m.
Wschodnim skrajem zabudowy wsi przebiega droga krajowa nr 50 z Rożniawy do Koszyc oraz wytyczony nią międzynarodowy szlak drogowy E571. Na południowy zachód od centrum wsi znajduje się północny wylot kolejowego tunelu jabłonowskiego (słow. Jablonovský tunel), którym przebiega linia kolejowa z Rożniawy do Koszyc. Stacja Lipovník leży ok. 1,5 km na zachód od centrum wsi.

## Historia
Na terenie wsi, w miejscu zwanym pod Vápencom, odkryte zostały pozostałości osady z późnej epoki brązu, zamieszkiwanej przez ludność reprezentującą kulturę kyjatycką. Z niektórych źródeł historycy wysnuwają wnioski o możliwości istnienia później w tym miejscu królewskiego gródka z okresu początków państwa węgierskiego.
Sama wieś powstała ok. połowy XII w. przy opactwie, założonym tu prawdopodobnie w 1141 r., a potwierdzonym w dokumentach w 1243 r. Pierwsza pisemka wzmianka o wsi pochodzi z roku 1364, kiedy była wspominana jako Korna Lypa. Opactwo lipowieckie zanikło prawdopodobnie pod koniec pierwszej połowy XV w., natomiast sama wieś ok. 1430 r. znalazła się w rękach możnego gemerskiego rodu Bebeków jako część feudalnego „państwa” Krásna Hôrka. Liczyła wówczas 34 gospodarstwa. Później wraz z nim przeszła we władanie Andrassych.

## Zabytki
- Kościół katolicki pw. św. Jana Chrzciciela, murowany, pierwotnie gotycki, zbudowany na początku XV w. z wykorzystaniem fragmentów wcześniejszej budowli romańskiej. Przebudowywany w latach 1721 i 1856, rozbudowany (poszerzenie nawy i dobudowa wieży) w 1894 r. Po 2000 r. remontowany m.in. dzięki darom rodzin lipownickich emigrantów z USA. We wnętrzu, nad wejściem do zakrystii, gotyckie malowidło ścienne z początków XV w., przedstawiające scenę narodzin Chrystusa.
- Plebania katolicka (dom nr 116) – późnobarokowa budowla, wzniesiona w 1787 r. z wykorzystaniem znacznie starszych fragmentów murów, prawdopodobnie będących pozostałością dawnego klasztoru. Jednokondygnacyjna, w formie podwyższonego bloku o wydłużonym rzucie, nakryta dachem mansardowym. Remontowana w 1894 r. W części pomieszczeń zachowały się stiukowe ornamenty geometryczne.